# Mladoňovice (okres Chrudim)
Obec Mladoňovice se nachází v okrese Chrudim, kraj Pardubický. Žije zde 336 obyvatel.

## Historie
První písemná zmínka o obci pochází z roku 1329.

## Části obce
- Mladoňovice
- Čejkovice
- Deblov
- Lipina
- Mýtka
- Petříkovice
- Pohled
- Rtenín